# Postylla Toruńska

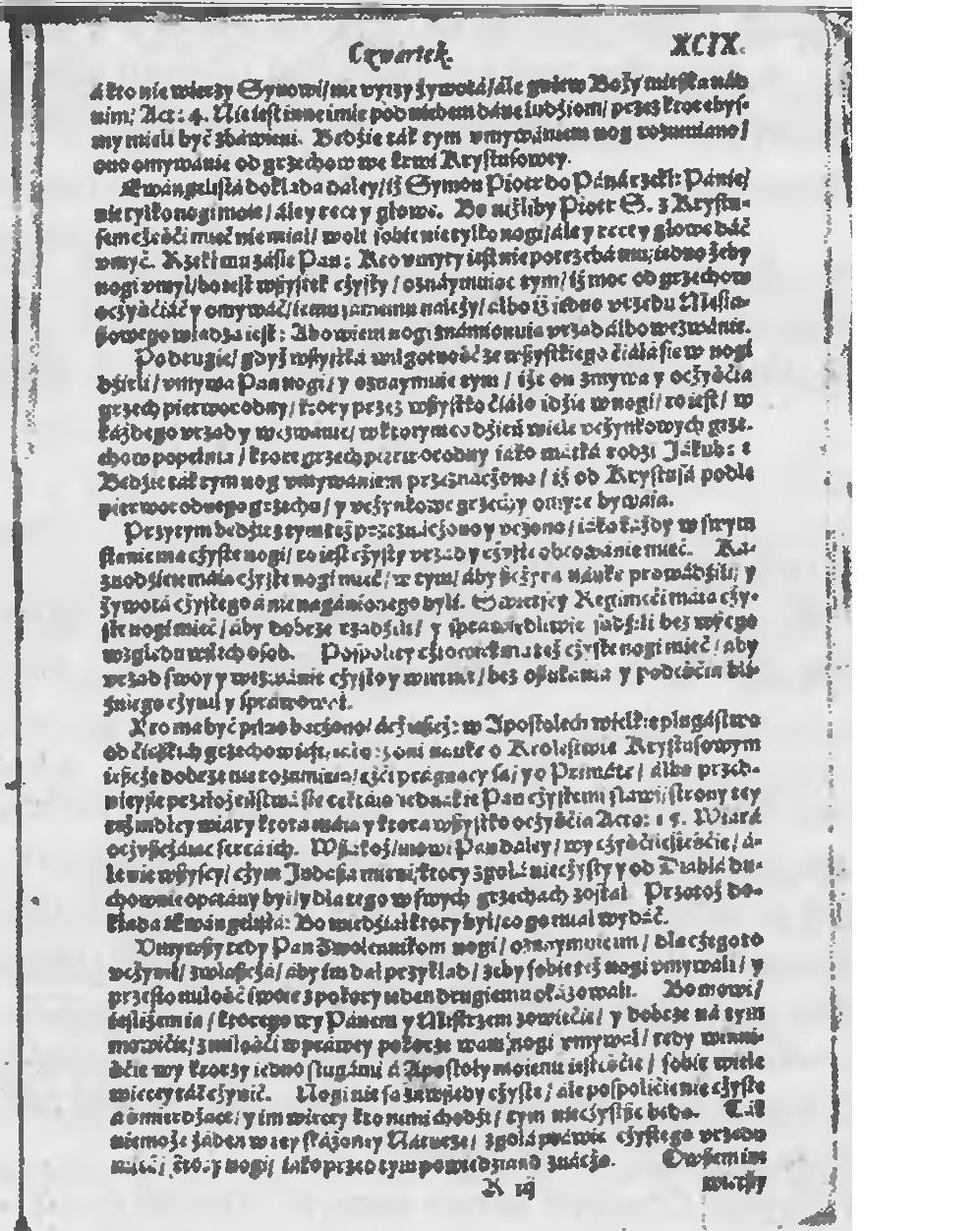
Skan strony z postylli (za Folia Toruniensia)

Postylla Toruńska (Postilla, to jest kazania albo wykłady Ewangelii świętych) – postylla protestancka wydana w 1594 roku w drukarni związanej z Gimnazjum Akademickim w Toruniu przez Andrzeja Koteniusza.
Postylla zawiera kazania i wykłady ewangelii. Z języka niemieckiego przełożył Jan Kalkstein. Liczy 650 stron formatu folio. Ilustrowana 70 dużymi i ponad 70 mniejszymi drzeworytami.
Wiadomo o czterech egzemplarzach książki zachowanych w Polsce. Dwa znajdują się w Bibliotece Kórnickiej PAN, jeden w Bibliotece Jagiellońskiej i jeden w zbiorach Książnicy Kopernikańskiej w Toruniu.

## Kwestia autorstwa
Na karcie tytułowej dzieła umieszczono informację, że przetłumaczył ją z języka niemieckiego Jan Kalkstein (możliwa pisownia Kalcksten), osoby tej nie dało się jednak zidentyfikować. Przypuszcza się, że był luterańskim kaznodzieją (używał zwrotu „my, kaznodzieje”).
Postylla ta nie jest przekładem jednego dzieła, lecz raczej kompilacją z dzieł wielu autorów. W przedmowie Kalkstein wymienia Lutra, Simona Pauli i Johannesa Gigasa. Zawiera jednak wiele treści, których nie można jednoznacznie przyporządkować, dlatego przypisuje się je Kalksteinowi, który opracował tłumaczone fragmenty wiążąc je w stylistyczną całość. Część jej kazań została skrócona, lub zmieniona w znacznym stopniu w porównaniu z oryginałami. Widoczne są odwołania do polskiej (lecz i niemieckiej) rzeczywistości.

## Ocena języka
Wydawca (A. Koteniusz) w nocie edytorskiej stwierdzał, że język przekładu nie jest doskonały. Michał Wiszniewski osądził: „Polszczyzna nie bardzo dobra”. Podobnego zdania byli Karol Estreicher i Tadeusz Grabowski, jednak możliwe, że nie znali oni faktycznego tekstu postylli i powtarzali jedynie opinię Koteniusza.
Według Zygmunta Celichowskiego, który poznał jej treść przynajmniej częściowo: „Choć język autora nie może równać się ani z Rejowym, ani Skargi, nie zawiera jednak zbyt rażących błędów”. Natomiast Stanisław Tync twierdził, że polszczyzna w postylli jest „bezbłędna, chociaż prosta i nieozdobna”.
Obecnie językoznawcy twierdzą, że w Postylli Toruńskiej zachowała się doskonale polszczyzna pomorska, z wieloma interesującymi zjawiskami językowymi, charakterystycznymi dla tamtych czasów i okolic. Ponadto można stwierdzić, że Kalkstein wzorował się na polszczyźnie Reja i Biblii Wujka.